# Лагунавичюс, Юстинас Казисович
Юстинас Казисович Лагунавичюс (лит. Justinas Lagunavičius; 4 сентября 1924, Каунас, Литва — 15 июля 1997, там же) — советский баскетболист. Чемпион Европы 1947 года, 1951 года и 1953 года, серебряный призёр Олимпийских игр 1952. Мастер спорта СССР (1947). Заслуженный мастер спорта СССР (1950). Судья всесоюзной категории (1965).

## Биография
В 1948 году окончил Литовский государственный институт физического воспитания.
В 1944 году играл в «Динамо», в 1945—1954 «Жальгирис». Чемпион СССР 1947 и 1951. Обладатель Кубка СССР (1953).
В 1947—1954 входил в состав сборной команды СССР. Чемпион Европы 1947, 1951 и 1953. Серебряный призёр Олимпийских игр 1952.
После окончания игровой карьеры работал деканом педагогического факультета Литовского ГИФК.
Награждён орденом «Знак Почёта» и рыцарским крестом ордена Великого князя Литовского Гядиминаса (1995).
Скончался 15 июля 1997 года в Каунасе.